# Villemoisan
Villemoisan is een plaats en voormalige gemeente in het Franse departement Maine-et-Loire in de regio Pays de la Loire en telt 558 inwoners (2005)

## Geschiedenis
Op 15 december 2016 fuseerde Villemoisan met La Cornuaille en Le Louroux-Béconnais tot de huidige gemeente Val d'Erdre-Auxence. Deze gemeente maakt deel uit van het kanton Chalonnes-sur-Loire en het arrondissement Angers.

## Geografie
De oppervlakte van Villemoisan bedraagt 20,7 km², de bevolkingsdichtheid is 27,0 inwoners per km².
De onderstaande kaart toont de ligging van Villemoisan met de belangrijkste infrastructuur en aangrenzende gemeenten.

## Demografie
Onderstaande figuur toont het verloop van het inwonertal.
La Cornuaille · Le Louroux-Béconnais · Villemoisan